# Енні Ґоттліб
Енні Ґоттліб (англ. Annie Gottlieb; нар. 12 квітня 1946) — американська письменниця та журналістка. Спеціалізується на психології. Брала участь в підготовці багатьох публікацій, а також книжкових рецензій, веде колонку в газеті «Нью-Йорк Таймс». 